# Матч всех звёзд женской НБА 2018 года
Матч всех звёзд женской НБА 2018 года (англ. 2018 WNBA All-Star Game) — ежегодная показательная баскетбольная игра, прошедшая в субботу, 28 июля 2018 года, в Миннеаполисе (штат Миннесота) на домашней арене клуба «Миннесота Линкс» «Таргет-центр». Эта встреча стала пятнадцатым матчем всех звёзд (ASG), который начиная с этого года изменил формат, в истории женской национальной баскетбольной ассоциации (ЖНБА) и первым, состоявшимся в Миннеаполисе. Игра транслировалась кабельным спортивным каналом ESPN на телевизионном канале ABC (в формате HD TV) в 3:30 по Североамериканскому восточному времени (ET), а арбитрами на этой встрече работали Джефф Вутен, Мадж Форсберг и Джанетта Грэм.
Команда Кэндис Паркер под руководством Сэнди Бронделло в упорной борьбе обыграла команду Елены Делле Донн Дэна Хьюза со счётом 119:112. Этот матч всех звёзд впервые проходил не в формате команда Запада против команды Востока. Лидеры голосования среди болельщиков, журналистов и игроков с каждой конференции были назначены капитанами двух команд, которые выбирали сначала игроков стартовой пятерки, а потом запасных причём из любой конференции. Самым ценным игроком этого матча была признана Майя Мур, представляющая на нём команду «Миннесота Линкс», выигравшая это звание в третьей игре подряд, тем самым повторив достижение Лизы Лесли по количеству титулов MVP (1999, 2001 и 2002) и став первым игроком женской НБА, который был признан MVP в третьем матче всех звёзд кряду.

## Матч всех звёзд

### Составы команд
5 июня лига объявила, что в 2018 году в процесс отбора состава на игру всех звёзд ВНБА вводится новый формат. Болельщики, игроки, главные тренеры, спортивные журналисты и радиовещатели могли проголосовать за лучших игроков лиги. Болельщики могли проголосовать за десять игроков, в то время как остальные категории голосующих могли заполнить выборный бюллетень из двадцати двух игроков (девяти защитников и тринадцати игроков передней линии). Игроки и тренеры не могли голосовать за своих товарищей по клубу и собственных подопечных. Голосование началось во вторник, 19 июня, в 14:00 по восточному времени (ET) и закончилось в четверг, 12 июля, в 23:59 по ET. В процентном раскладе голосование было распределено следующим образом: болельщикам отводилось 40%, игрокам и тренерам и спортивным СМИ по 20%.
По итогам общего голосования на матч всех звёзд были выбраны двадцать два лучших игрока, кроме этого ограничений по количеству игроков из одной конференции также не было. Два лучших игрока, набравших наибольшее количество голосов, стали капитанами команд матча звёзд и выбирали свои команды из числа оставшихся двадцати игроков. Специальный выпуск, посвящённый комплектованию состава команд предстоящего матча всех звёзд ВНБА, транслировался 19 июля 2018 года на спортивном канале ESPN2.
Главными тренерами матча всех звёзд стали главные тренеры двух команд независимо от конференции с лучшими текущими показателями по итогам прошедших игр 13 июля 2018 года. Дэн Хьюз, тренер «Сиэтл Шторм», и Сэнди Бронделло, тренер «Финикс Меркури», заработали право стать главными тренерами матча всех звёзд, потому что в указанную дату именно эти два клуба занимали две верхние строчки в турнирной таблице сезона 2018 года. Это был второй раз для Хьюза и Бронделло, когда они получили право тренировать команды на встрече всех звёзд. Хьюз назначен главным тренером команды Делле Донн, так как его «Шторм» в указанную дату лидировали в чемпионате, а Елена набрала наибольшее количество голосов, Бронделло же возглавила тренерский штаб команды Паркер.
Игроки для матча звёзд были выбраны путём голосования, описанного выше. Двадцать два игрока, которые будут участвовать в матче всех звёзд, были объявлены 17 июля 2018 года на спортивной новостной программе «SportsCenter», а Майя Мур из «Миннесота Линкс» и Елена Делле Донн из «Вашингтон Мистикс» лидировали по результатам голосования среди поклонников. Мур и Делле Донн назначили капитанами команд, однако Мур отказалась от этой роли, после чего президент лиги Лиза Бордерс назначила в качестве капитана-заместителя Кэндис Паркер, так как она по количеству голосов заняла третье место. Мур была вызвана на матч всех звёзд в шестой раз, а Делле Донн и Паркер получили вызов в пятый раз. В этом году большинство участников игры всех звёзд представляли баскетболистки клубов Западной конференции, их было шестнадцать, а из Восточной — шесть.

#### Объединённый состав команд
В данной таблице опубликован список игроков, попавших на матч всех звёзд по результатам голосования, согласно конференциям.
| Поз. | Игрок            | Команда           | Выбор |
| ---- | ---------------- | ----------------- | ----- |
| З    | Элли Куигли      | Чикаго Скай       | 2-й   |
| З    | Кристи Толивер   | Вашингтон Мистикс | 2-й   |
| З    | Энджел Маккатри  | Атланта Дрим      | 5-й   |
| Ф    | Елена Делле Донн | Вашингтон Мистикс | 5-й   |
| Ф    | Чини Огвумике    | Коннектикут Сан   | 2-й   |
| Ц    | Тина Чарльз      | Нью-Йорк Либерти  | 6-й   |

| Поз. | Игрок           | Команда             | Выбор |
| ---- | --------------- | ------------------- | ----- |
| З    | Сью Бёрд        | Сиэтл Шторм         | 11-й  |
| З    | Скайлар Диггинс | Даллас Уингз        | 4-й   |
| З    | Челси Грей      | Лос-Анджелес Спаркс | 2-й   |
| З    | Сеймон Огастус  | Миннесота Линкс     | 8-й   |
| З    | Джуэл Лойд      | Сиэтл Шторм         | 1-й   |
| З    | Кайла Макбрайд  | Лас-Вегас Эйсес     | 2-й   |
| З    | Дайана Таурази  | Финикс Меркури      | 9-й   |
| Ф    | Деванна Боннер  | Финикс Меркури      | 2-й   |
| Ф    | Майя Мур        | Миннесота Линкс     | 6-й   |
| Ф    | Брианна Стюарт  | Сиэтл Шторм         | 2-й   |
| Ф    | Эйжа Уилсон     | Лас-Вегас Эйсес     | 1-й   |
| Ф    | Ннека Огвумике  | Лос-Анджелес Спаркс | 5-й   |
| Ф    | Ребекка Брансон | Миннесота Линкс     | 5-й   |
| Ф    | Кэндис Паркер   | Лос-Анджелес Спаркс | 5-й   |
| Ц    | Лиз Кэмбидж     | Даллас Уингз        | 2-й   |
| Ц    | Сильвия Фаулз   | Миннесота Линкс     | 5-й   |
| Ц    | Бриттни Грайнер | Финикс Меркури      | 5-й   |

#### Окончательный состав команд
Драфт матча звёзд состоялся 19 июля 2018 года. Елена Делле Донн и Кэндис Паркер были названы капитанами команд этой показательной игры, каждая из которых взяла в свою команду по десять человек. Делле Донн выбрала девять игроков из Западной конференции и два из Восточной конференции, пять защитников и шесть игроков передней линии, а Паркер выбрала семь игроков с Запада и троих с Востока, четыре защитника и семь игроков передней линии. Делле Донн выбрала Дайану Таурази (девятый выбор), Бриттни Грайнер (пятый выбор) и Деванну Боннер (второй выбор) из «Финикс Меркури», Сеймон Огастус (восьмой выбор), Сильвию Фаулз (пятый выбор) из «Миннесота Линкс», Сью Бёрд (одиннадцатый выбор) и Брианну Стюарт (второй выбор) из «Сиэтл Шторм», Кайлу Макбрайд (второй выбор) и Эйжу Уилсон (первый выбор) из «Лас-Вегас Эйсес» и Кристи Толивер (второй выбор) из «Вашингтон Мистикс». Паркер выбрала Ннеку Огвумике (пятый выбор) и Челси Грей (второй выбор) из «Лос-Анджелес Спаркс», Скайлар Диггинс (четвёртый выбор) и Лиз Кэмбидж (второй выбор) из «Даллас Уингз», Энджел Маккатри (пятый выбор) из «Атланта Дрим», Майю Мур (шестой выбор) из «Миннесота Линкс», Чини Огвумике (второй выбор) из «Коннектикут Сан», Тину Чарльз (шестой выбор) из «Нью-Йорк Либерти», Элли Куигли (второй выбор) из «Чикаго Скай» и Джуэл Лойд (первый выбор) из «Сиэтл Шторм».
25 июля 2018 года стало известно, что Ннека Огвумике не сможет принять участие в этой встрече из-за болезни, в результате чего образовавшееся вакантное место заняла Ребекка Брансон (пятый выбор) из «Миннесота Линкс».
В пятницу, 27 июля, капитаны и главные тренеры команд матча звёзд встретились, чтобы определить стартовые составы команд, которые были объявлены вечером на канале ESPN2, в 9:00 по восточному времени (ET), во время телетрансляции приветственного приёма этого матча.
В данной таблице опубликованы полные составы команд Кэндис Паркер и Елены Делле Донн предстоящего матча.
| Поз.                                             | Игрок              | Команда             | Выбор             |
| Стартовая пятёрка                                | Стартовая пятёрка  | Стартовая пятёрка   | Стартовая пятёрка |
| ------------------------------------------------ | ------------------ | ------------------- | ----------------- |
| З                                                | Челси Грей         | Лос-Анджелес Спаркс | 2-й               |
| З                                                | Энджел Маккатри    | Атланта Дрим        | 5-й               |
| Ф                                                | Майя Мур           | Миннесота Линкс     | 6-й               |
| Ф                                                | Кэндис Паркер      | Лос-Анджелес Спаркс | 5-й               |
| Ц                                                | Лиз Кэмбидж        | Даллас Уингз        | 2-й               |
| Запасные игроки                                  |                    |                     |                   |
| З                                                | Скайлар Диггинс    | Даллас Уингз        | 4-й               |
| З                                                | Джуэл Лойд         | Сиэтл Шторм         | 1-й               |
| З                                                | Элли Куигли        | Чикаго Скай         | 2-й               |
| Ф                                                | Ннека Огвумике[a]  | Лос-Анджелес Спаркс | 5-й               |
| Ф                                                | Ребекка Брансон[b] | Миннесота Линкс     | 5-й               |
| Ф                                                | Чини Огвумике      | Коннектикут Сан     | 2-й               |
| Ц                                                | Тина Чарльз        | Нью-Йорк Либерти    | 6-й               |
| Главный тренер: Сэнди Бронделло (Финикс Меркури) |                    |                     |                   |

| Поз.                                   | Игрок             | Команда           | Выбор             |
| Стартовая пятёрка                      | Стартовая пятёрка | Стартовая пятёрка | Стартовая пятёрка |
| -------------------------------------- | ----------------- | ----------------- | ----------------- |
| З                                      | Сью Бёрд          | Сиэтл Шторм       | 11-й              |
| З                                      | Дайана Таурази    | Финикс Меркури    | 9-й               |
| Ф                                      | Елена Делле Донн  | Вашингтон Мистикс | 5-й               |
| Ф                                      | Брианна Стюарт    | Сиэтл Шторм       | 2-й               |
| Ц                                      | Сильвия Фаулз     | Миннесота Линкс   | 5-й               |
| Запасные игроки                        |                   |                   |                   |
| З                                      | Кристи Толивер    | Вашингтон Мистикс | 2-й               |
| З                                      | Кайла Макбрайд    | Лас-Вегас Эйсес   | 2-й               |
| З                                      | Сеймон Огастус    | Миннесота Линкс   | 8-й               |
| Ф                                      | Деванна Боннер    | Финикс Меркури    | 2-й               |
| Ф                                      | Эйжа Уилсон       | Лас-Вегас Эйсес   | 1-й               |
| Ц                                      | Бриттни Грайнер   | Финикс Меркури    | 5-й               |
| Главный тренер: Дэн Хьюз (Сиэтл Шторм) |                   |                   |                   |

- a  Игроки, не принимавшие участие в матче из-за травмы.
- b  Игроки, заменившие в нём травмированных.

### Ход матча
| 28 июля 2018 года 3:30 pm (ET) | Протокол | Команда Кэндис Паркер                 | 119:112  | Команда Елены Делле Донн         | Таргет-центр, Миннеаполис (штат Миннесота) Зрителей: 15 922 Судьи: Джефф Вутен № 23 Мадж Форсберг № 34 Джанетта Грэм № 44 | ABC (HD) |
| 28 июля 2018 года 3:30 pm (ET) | Протокол | 27:31, 23:23, 34:24, 35:34            |          |                                  | Таргет-центр, Миннеаполис (штат Миннесота) Зрителей: 15 922 Судьи: Джефф Вутен № 23 Мадж Форсберг № 34 Джанетта Грэм № 44 | ABC (HD) |
| 28 июля 2018 года 3:30 pm (ET) | Протокол | Мур и Куигли по 18                    | Очки     | Кристи Толивер 23                | Таргет-центр, Миннеаполис (штат Миннесота) Зрителей: 15 922 Судьи: Джефф Вутен № 23 Мадж Форсберг № 34 Джанетта Грэм № 44 | ABC (HD) |
| 28 июля 2018 года 3:30 pm (ET) | Протокол | Диггинс, Огвумике, Мур и Кэмбидж по 8 | Подборы  | Таурази, Фаулз и Делле Донн по 6 | Таргет-центр, Миннеаполис (штат Миннесота) Зрителей: 15 922 Судьи: Джефф Вутен № 23 Мадж Форсберг № 34 Джанетта Грэм № 44 | ABC (HD) |
| 28 июля 2018 года 3:30 pm (ET) | Протокол | Скайлар Диггинс 8                     | Передачи | Сью Бёрд 8                       | Таргет-центр, Миннеаполис (штат Миннесота) Зрителей: 15 922 Судьи: Джефф Вутен № 23 Мадж Форсберг № 34 Джанетта Грэм № 44 | ABC (HD) |

### Полная статистика матча
В данной таблице показан подробный статистический анализ этого матча.

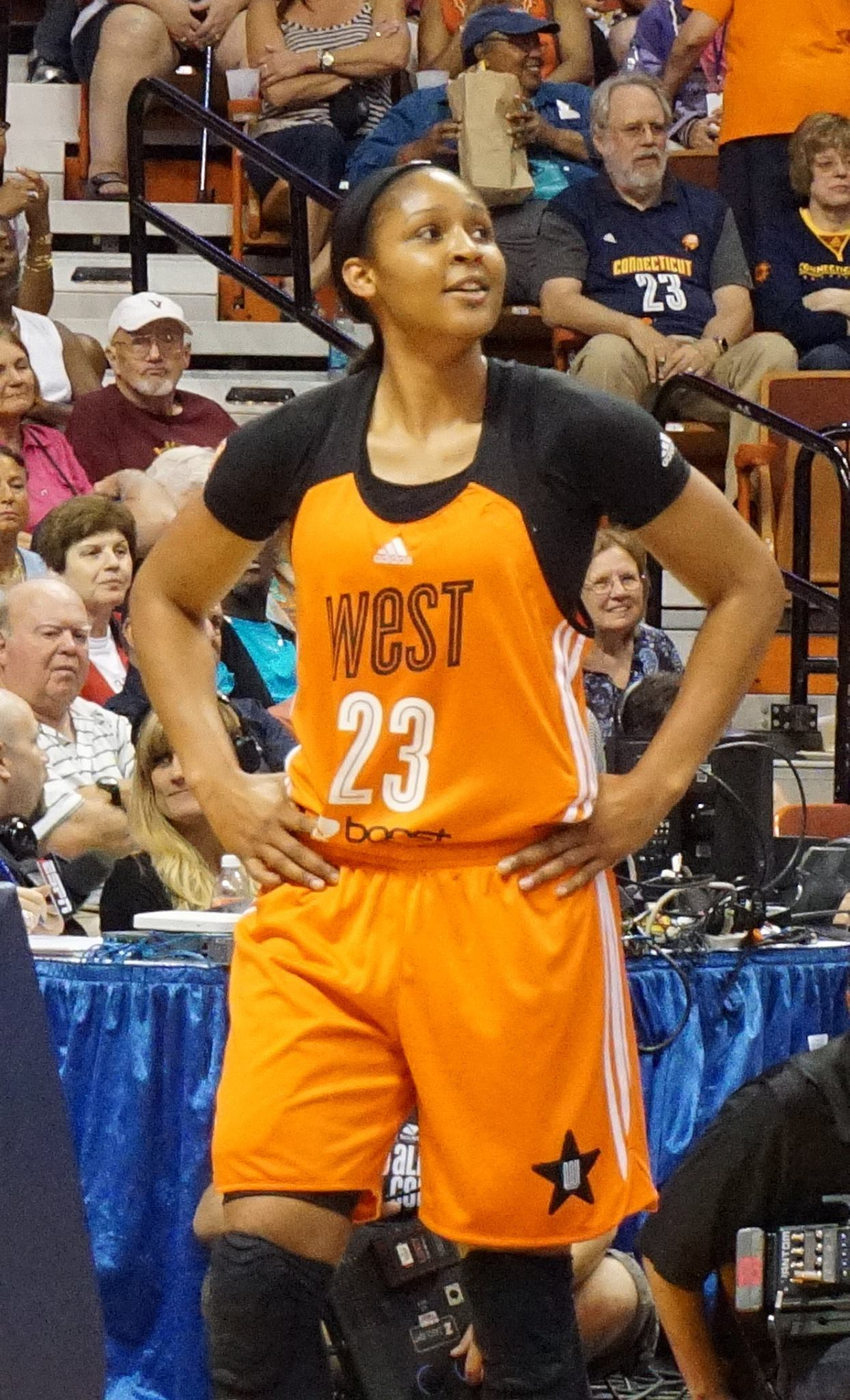
Майя Мур, вторая по очкам и самый ценный игрок матча (18)
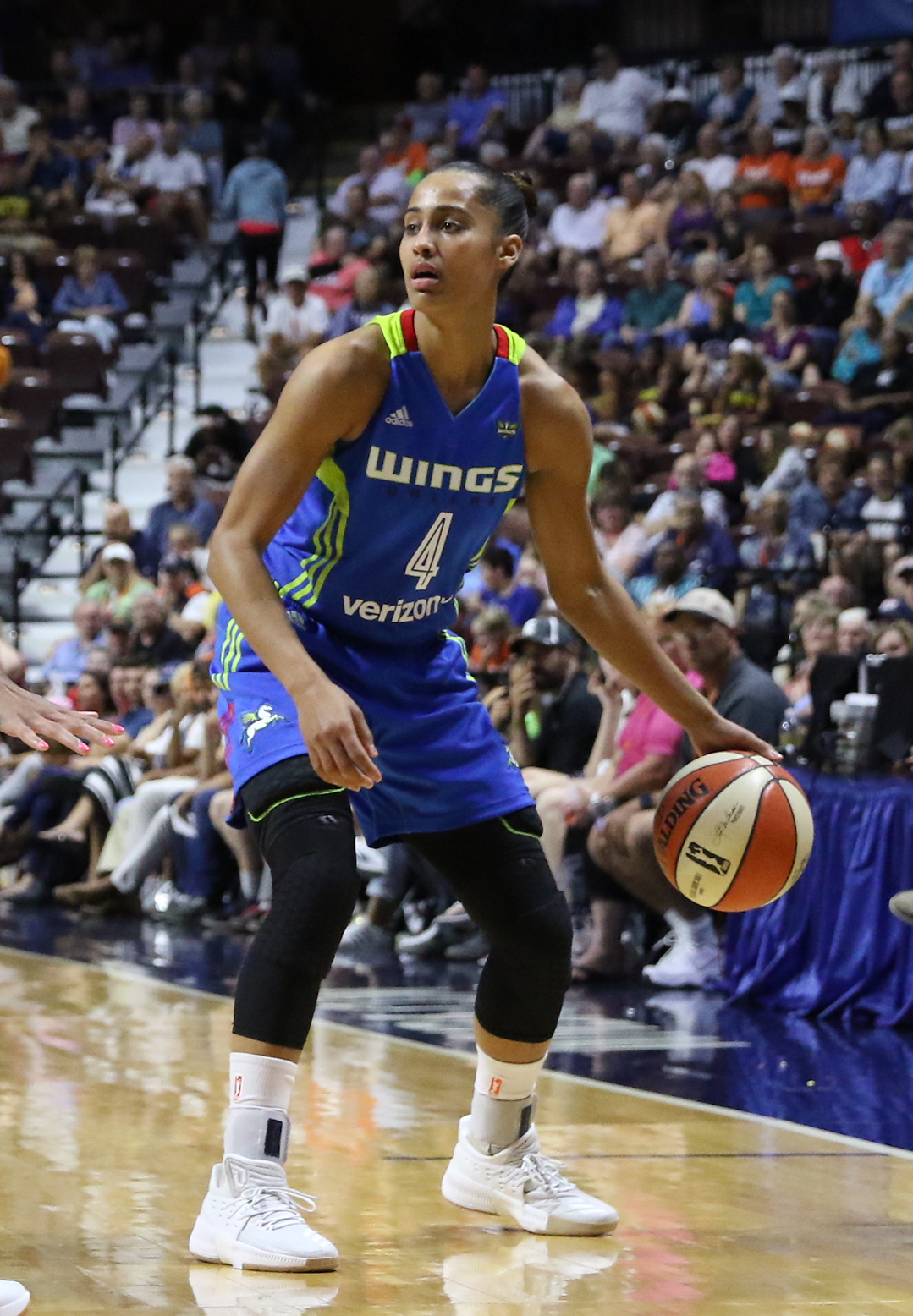
Скайлар Диггинс, лучший игрок матча по подборам (8)
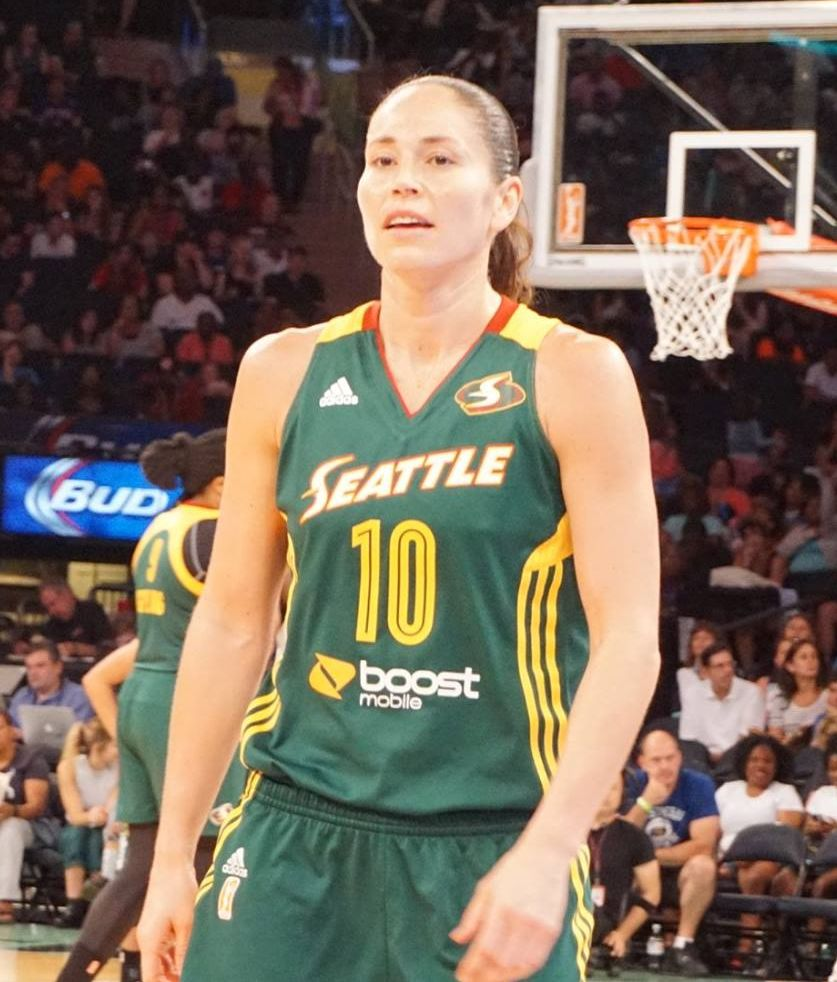
Сью Бёрд, лучший игрок матча по передачам (8)
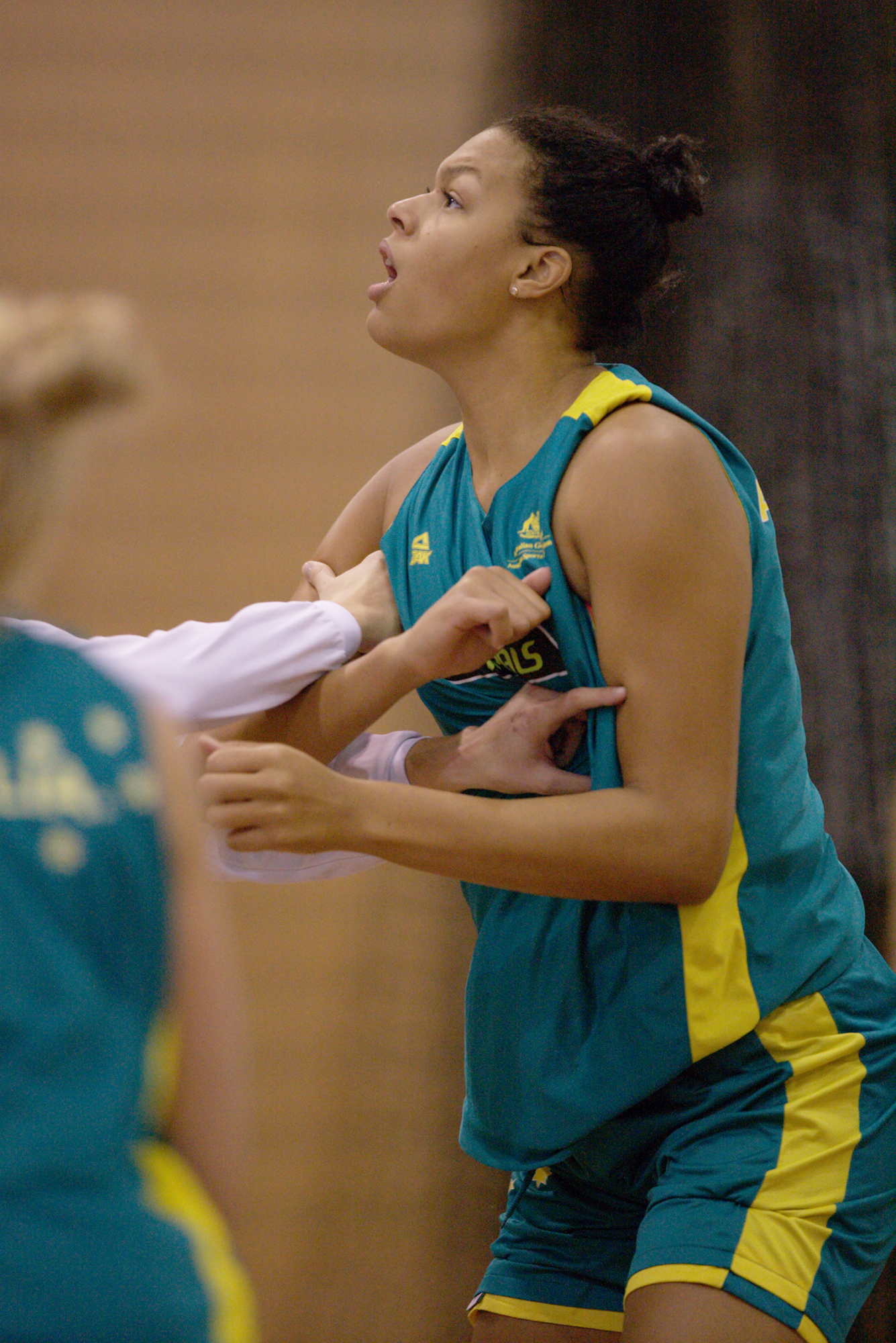
Лиз Кэмбидж, лучший игрок матча по перехватам (3)
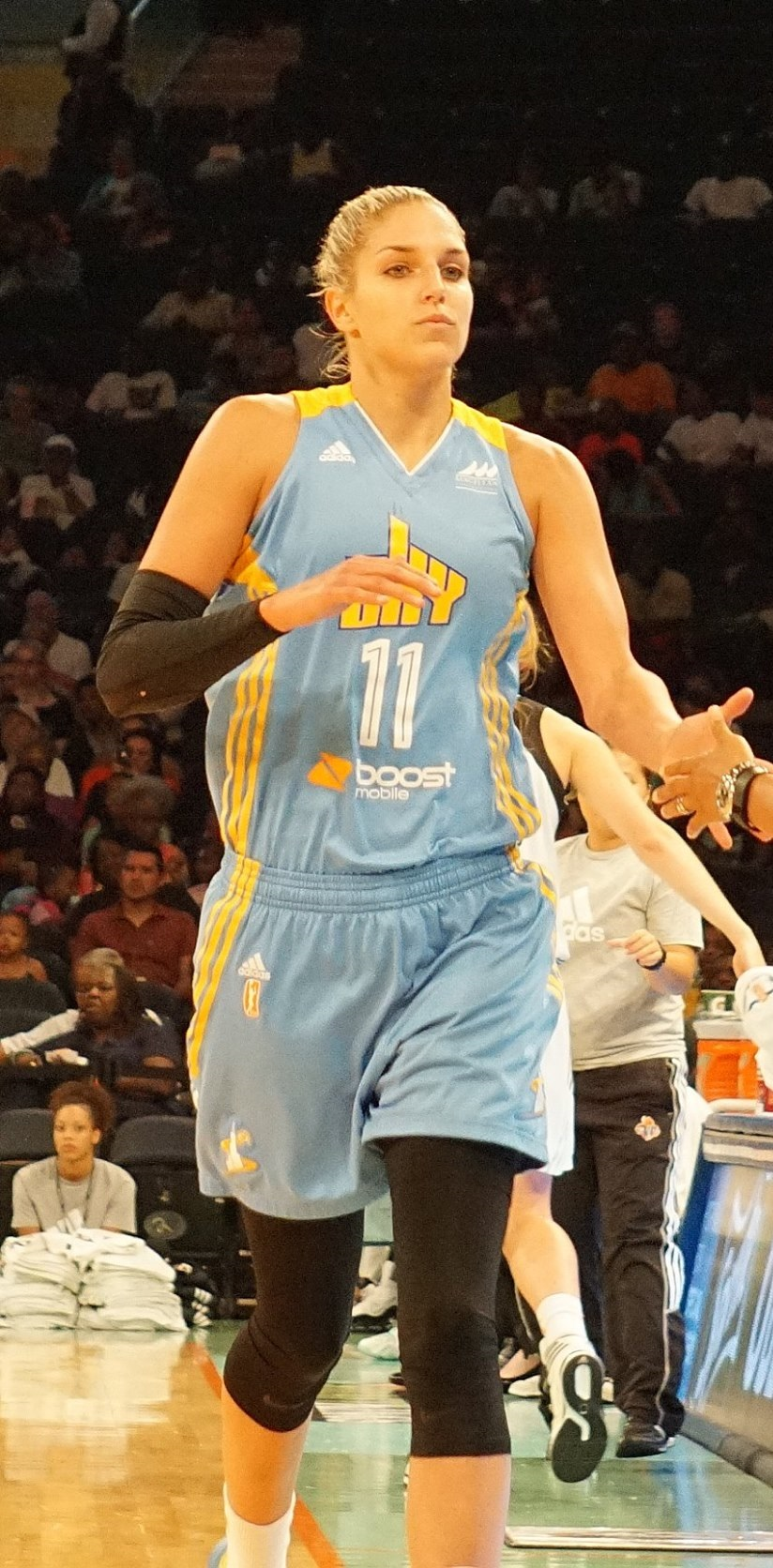
Елена Делле Донн, лучший игрок матча по блок-шотам (2)

| Команда Кэндис Паркер |                          |        |        |       |     |     |     |     |     |    |    |    |     |    |     |
| Стартовая пятёрка     | Команда                  | MIN    | FG     | 3P    | FT  | OFF | DEF | TOT | AST | ST | BS | BA | TOV | PF | PTS |
| Челси Грей            | Лос-Анджелес Спаркс      | 17:57  | 2-6    | 1-3   | 0-0 | 2   | 3   | 5   | 2   | 0  | 0  | 0  | 3   | 0  | 5   |
| Энджел Маккатри       | Атланта Дрим             | 19:33  | 5-13   | 0-1   | 0-0 | 3   | 2   | 5   | 4   | 0  | 0  | 1  | 2   | 0  | 10  |
| Майя Мур[c]           | Миннесота Линкс          | 21:06  | 8-17   | 2-5   | 0-0 | 6   | 2   | 8   | 6   | 1  | 0  | 0  | 1   | 0  | 18  |
| Кэндис Паркер         | Лос-Анджелес Спаркс      | 18:29  | 5-9    | 1-3   | 0-2 | 3   | 2   | 5   | 2   | 1  | 1  | 0  | 1   | 1  | 11  |
| Лиз Кэмбидж           | Даллас Уингз             | 16:21  | 5-12   | 1-4   | 0-0 | 0   | 8   | 8   | 0   | 3  | 0  | 3  | 0   | 0  | 11  |
| Запасные игроки       |                          |        |        |       |     |     |     |     |     |    |    |    |     |    |     |
| Скайлар Диггинс       | Даллас Уингз             | 18:17  | 7-11   | 3-7   | 0-0 | 2   | 6   | 8   | 8   | 0  | 0  | 0  | 3   | 0  | 17  |
| Джуэл Лойд            | Сиэтл Шторм              | 17:10  | 5-9    | 2-4   | 0-0 | 1   | 1   | 2   | 4   | 1  | 0  | 0  | 0   | 0  | 12  |
| Элли Куигли           | Чикаго Скай              | 19:59  | 7-15   | 4-12  | 0-0 | 1   | 0   | 1   | 2   | 0  | 0  | 0  | 1   | 0  | 18  |
| Ребекка Брансон       | Миннесота Линкс          | 17:05  | 2-7    | 0-3   | 0-0 | 2   | 3   | 5   | 1   | 0  | 0  | 0  | 0   | 0  | 4   |
| Чини Огвумике         | Коннектикут Сан          | 15:25  | 3-5    | 0-1   | 0-0 | 3   | 5   | 8   | 2   | 1  | 1  | 0  | 1   | 0  | 6   |
| Тина Чарльз           | Нью-Йорк Либерти         | 18:38  | 3-9    | 1-2   | 0-0 | 0   | 5   | 5   | 2   | 1  | 0  | 2  | 0   | 0  | 7   |
| Всего                 |                          | 200:00 | 52-113 | 15-45 | 0-2 | 23  | 37  | 60  | 33  | 8  | 2  | 6  | 12  | 1  | 119 |
| Главный тренер        | Сэнди Бронделло (Финикс) |        |        |       |     |     |     |     |     |    |    |    |     |    |     |

| Команда Елены Делле Донн |                   |        |        |       |     |     |     |     |     |    |    |    |     |    |     |
| Стартовая пятёрка        | Команда           | MIN    | FG     | 3P    | FT  | OFF | DEF | TOT | AST | ST | BS | BA | TOV | PF | PTS |
| Сью Бёрд                 | Сиэтл Шторм       | 20:50  | 2-4    | 1-3   | 0-0 | 0   | 0   | 0   | 8   | 0  | 0  | 0  | 4   | 0  | 5   |
| Дайана Таурази           | Финикс Меркури    | 19:55  | 1-4    | 1-3   | 0-0 | 0   | 6   | 6   | 6   | 0  | 1  | 0  | 2   | 0  | 3   |
| Елена Делле Донн         | Вашингтон Мистикс | 21:46  | 2-7    | 2-6   | 0-0 | 1   | 5   | 6   | 5   | 1  | 2  | 0  | 2   | 0  | 6   |
| Брианна Стюарт           | Сиэтл Шторм       | 19:18  | 5-8    | 0-3   | 0-0 | 1   | 4   | 5   | 3   | 0  | 0  | 0  | 1   | 0  | 10  |
| Сильвия Фаулз            | Миннесота Линкс   | 19:49  | 1-4    | 0-2   | 0-0 | 1   | 5   | 6   | 2   | 2  | 1  | 0  | 0   | 0  | 2   |
| Запасные игроки          |                   |        |        |       |     |     |     |     |     |    |    |    |     |    |     |
| Кристи Толивер           | Вашингтон Мистикс | 19:17  | 8-14   | 7-11  | 0-0 | 0   | 2   | 2   | 3   | 1  | 0  | 0  | 1   | 1  | 23  |
| Кайла Макбрайд           | Лас-Вегас Эйсес   | 19:10  | 5-17   | 1-8   | 0-0 | 1   | 3   | 4   | 1   | 1  | 0  | 0  | 1   | 0  | 11  |
| Сеймон Огастус           | Миннесота Линкс   | 18:14  | 6-8    | 2-2   | 0-0 | 0   | 0   | 0   | 2   | 0  | 0  | 0  | 0   | 0  | 14  |
| Деванна Боннер           | Финикс Меркури    | 15:12  | 6-9    | 1-4   | 0-0 | 3   | 2   | 5   | 0   | 0  | 0  | 0  | 0   | 0  | 13  |
| Эйжа Уилсон              | Лас-Вегас Эйсес   | 17:05  | 9-18   | 0-1   | 0-0 | 2   | 3   | 5   | 1   | 2  | 0  | 2  | 0   | 1  | 18  |
| Бриттни Грайнер          | Финикс Меркури    | 09:24  | 3-8    | 1-3   | 0-0 | 0   | 4   | 4   | 1   | 0  | 2  | 0  | 0   | 0  | 7   |
| Всего                    |                   | 200:00 | 48-101 | 16-46 | 0-0 | 9   | 34  | 43  | 32  | 7  | 6  | 2  | 11  | 2  | 112 |
| Главный тренер           | Дэн Хьюз (Сиэтл)  |        |        |       |     |     |     |     |     |    |    |    |     |    |     |

- c  Жирным курсивным шрифтом выделена статистика самого ценного игрока матча.

## Другие события

### Конкурс трёхочковых бросков
24 июля 2018 года было объявлено, что 28 июля, в перерыве матча звёзд, пройдёт конкурс трёхочковых бросков, а женская НБА второй год подряд пожертвует 10 000 долларов на благотворительность по выбору победителя.
В ежегодном конкурсе по трёхочковым броскам (англ. Three-Point Contest) принимали участие шесть игроков, чьи имена были объявлены 24 июля. В этом году в нём участвовали: прошлогодняя победительница конкурса Элли Куигли, чемпионка ВНБА Кристи Толивер, участницы встречи звёзд, Кайла Макбрайд и Рене Монтгомери, дебютантка встречи, Джуэл Лойд и Келси Митчелл, ни разу не участвовавшая в матче всех звёзд. Конкурс по трёхочковым броскам — двухраундовое соревнование на время, в котором пять точек броска расположены вокруг трёхочковой дуги. По правилам этого конкурса претендент должен реализовать насколько возможно больше трёхочковых попыток из пяти различных позиций в течение одной минуты, чтобы забросить как можно больше из двадцати пяти мячей. Два участника с наивысшими результатами в первом раунде проходят в финальный раунд. Каждый игрок начинает кидать из одного угла площадки, постепенно перемещаясь от «точки» к «точке» по трёхочковой отметке, пока не достигнет противоположного края площадки. На четырёх из пяти «точек» игроку предоставляется по четыре мяча, каждое попадание оценивается в одно очко, также есть специальный «призовой мяч», достоинством в два балла. Пятая «точка» — специальная стойка «всех призовых мячей», которую каждый участник может разместить в любом из пяти мест, а всякий мяч на этой стойке стоит два очка.
В первом раунде победила Макбрайд, набрав 22 очка из 34 возможных. Кроме неё во второй раунд вышла Куигли, а Толивер, Лойд, Монтгомери и Митчелл выступили немного хуже своих оппоненток по первому этапу и не смогли выйти в финальный раунд. Во втором раунде соперницы не выявили победителя, набрав по 18 очков. В дополнительном раунде лучшей стала уже Куигли, набрав рекордные для конкурса 29 очков, побив на два балла рекорд конкурса, который она установила в прошлом году, а Макбрайд выступила немного хуже, чем на первом этапе, набрав 21 очко.

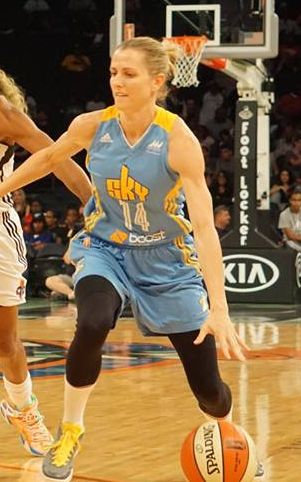
Элли Куигли стала победителем конкурса

| Поз. | Игрок           | Команда           | Рост, см | Вес, кг | Попадания | Попытки | Процент | 1-й раунд | 2-й раунд | Тай-брейк |
| ---- | --------------- | ----------------- | -------- | ------- | --------- | ------- | ------- | --------- | --------- | --------- |
| З    | Элли Куигли     | Чикаго Скай       | 178      | 64      | 52        | 119     | 43,7    | 21        | 18        | 29        |
| З    | Кайла Макбрайд  | Лас-Вегас Эйсес   | 180      | 79      | 36        | 88      | 40,9    | 22        | 18        | 21        |
| З    | Кристи Толивер  | Вашингтон Мистикс | 170      | 59      | 52        | 144     | 36,1    | 20        | DNQ       | DNQ       |
| З    | Джуэл Лойд      | Сиэтл Шторм       | 178      | 67      | 45        | 137     | 32,8    | 19        | DNQ       | DNQ       |
| З    | Рене Монтгомери | Атланта Дрим      | 170      | 65      | 53        | 142     | 37,3    | 18        | DNQ       | DNQ       |
| З    | Келси Митчелл   | Индиана Фивер     | 180      | 73      | 55        | 157     | 35,0    | 16        | DNQ       | DNQ       |